# لیپری
لیپِری (به فنلاندی: Liperi) یک منطقهٔ مسکونی در فنلاند است که در کارلیای شمالی واقع شده‌است.

## خواهرخوانده
شهرهای بخش اوشا، بوشن و دهستان ساکو خواهرخوانده‌های لیپری هستند.